# Brouennes
Brouennes település Franciaországban, Meuse megyében. Lakosainak száma 161 fő (2022. január 1.). Brouennes Bièvres, Baâlon, Chauvency-le-Château, Chauvency-Saint-Hubert, Lamouilly, Nepvant, Quincy-Landzécourt és Stenay községekkel határos.

## Népesség
A település népességének változása:
| Lakosok száma | 167  | 148  | 160  | 174  | 152  | 149  | 150  | 153  | 155  | 161  |
|               | 1968 | 1982 | 1990 | 2006 | 2013 | 2015 | 2017 | 2019 | 2020 | 2022 |